# Artabotrys spinosus
Artabotrys spinosus este o specie de plante angiosperme din genul Artabotrys, familia Annonaceae, descrisă de William Grant Craib. Conform Catalogue of Life specia Artabotrys spinosus nu are subspecii cunoscute.